# Alophoixus
Alophoixus é um género de ave passeriformes da família Pycnonotidae.

## Espécies
Este género contém as seguintes espécies:
- Alophoixus phaeocephalus
- Alophoixus frater
- Alophoixus tephrogenys
- Alophoixus ruficrissus
- Alophoixus bres
- Alophoixus flaveolus
- Alophoixus ochraceus
- Alophoixus pallidus